# Europese auto in 1989
Dit artikel geeft een overzicht van alle Europese personenwagens die op de markt kwamen in 1989. De auto's staan alfabetisch gerangschikt per merk.
| Alfa Romeo |                  | concern:          | FIAT Italië |
| Alfa Romeo | divisie:         |                   |             |
| Alfa Romeo | merk:            | Alfa Romeo Italië |             |
| Alfa Romeo | model:           | SZ                |             |
| Alfa Romeo | einde productie: | 1991              |             |
| Alfa Romeo | productieaantal: | 1036              |             |

| Audi |                  | concern:                                 | Volkswagen AG Duitsland |
| Audi | divisie:         |                                          |                         |
| Audi | merk:            | Audi Duitsland                           |                         |
| Audi | model:           | Coupé (2e generatie; gebaseerd op de 80) |                         |
| Audi | einde productie: | 1996                                     |                         |
| Audi | productieaantal: | ?                                        |                         |

| BMW |                  | concern:           | onafhankelijk |
| BMW | divisie:         |                    |               |
| BMW | merk:            | BMW West-Duitsland |               |
| BMW | model:           | 8-serie (E31)      |               |
| BMW | einde productie: | 1999               |               |
| BMW | productieaantal: | 30.621             |               |

| Citroën |                  | concern:          | PSA Peugeot Citroën Frankrijk |
| Citroën | divisie:         |                   |                               |
| Citroën | merk:            | Citroën Frankrijk |                               |
| Citroën | model:           | XM                |                               |
| Citroën | einde productie: | 2000              |                               |
| Citroën | productieaantal: | ?                 |                               |

| Cizeta-Moroder |                  | concern:              | onafhankelijk |
| Cizeta-Moroder | divisie:         |                       |               |
| Cizeta-Moroder | merk:            | Cizeta-Moroder Italië |               |
| Cizeta-Moroder | model:           | V16 T                 |               |
| Cizeta-Moroder | einde productie: | 1993                  |               |
| Cizeta-Moroder | productieaantal: | 11                    |               |

| Ford |                  | concern:                      | Ford Motor Company Verenigde Staten |
| Ford | divisie:         | Ford of Europe West-Duitsland |                                     |
| Ford | merk:            | Ford Verenigde Staten         |                                     |
| Ford | model:           | Fiesta                        |                                     |
| Ford | einde productie: | 1995                          |                                     |
| Ford | productieaantal: | ?                             |                                     |

| Innocenti |                  | concern:         | De Tomaso Italië |
| Innocenti | divisie:         |                  |                  |
| Innocenti | merk:            | Innocenti Italië |                  |
| Innocenti | model:           | 500              |                  |
| Innocenti | einde productie: | 1993             |                  |
| Innocenti | productieaantal: | ?                |                  |

| Land Rover |                  | concern: | British Aerospace Verenigd Koninkrijk |
| Land Rover | divisie:         | |                                       |
| Land Rover | merk:            | Land Rover Verenigd Koninkrijk                                                                                         |                                       |
| Land Rover | model:           | Discovery Series I drie- / vijfdeur-suv (1e generatie; de versie met achterportieren kwam was pas in 1990 op de markt) |                                       |
| Land Rover | einde productie: | 1998 |                                       |
| Land Rover | productieaantal: | ca. 400.000 |                                       |

| Lotus |                  | concern: | General Motors Verenigde Staten |
| Lotus | divisie:         | |                                 |
| Lotus | merk:            | Lotus Verenigd Koninkrijk |                                 |
| Lotus | model:           | Elan M100 roadster (2e generatie; na het faillissement en de verkoop van Lotus, werd de productie in 1994 herstart om de resterende voorraad Isuzu-motoren op te werken; daarna werden de rechten en de productielijn verkocht aan Kia, dat vanaf 1996 nog ruim 1000 Kia Elans produceerde) |                                 |
| Lotus | einde productie: | 1992 (serie 1), 1995 (serie 2) |                                 |
| Lotus | productieaantal: | 3855 (serie 1), 800 (serie 2) |                                 |

| Mercedes-Benz |                  | concern: | Daimler-Benz West-Duitsland |
| Mercedes-Benz | divisie:         | |                             |
| Mercedes-Benz | merk:            | Mercedes-Benz West-Duitsland                                                                                         |                             |
| Mercedes-Benz | model:           | 124-serie verlengde sedan (V124; variant met verlengde wielbasis van de sedan uit 1985; vanaf 1993 E-Klasse genoemd) |                             |
| Mercedes-Benz | einde productie: | juli 1995 |                             |
| Mercedes-Benz | productieaantal: | 2342 |                             |

| Mercedes-Benz |                  | concern:                                                                     | Daimler-Benz Duitsland |
| Mercedes-Benz | divisie:         |                                                                              |                        |
| Mercedes-Benz | merk:            | Mercedes-Benz Duitsland                                                      |                        |
| Mercedes-Benz | model:           | SL-Klasse roadster (R129; 4e generatie; gebaseerd op het 124-serie uit 1985) |                        |
| Mercedes-Benz | einde productie: | juli 2001                                                                    |                        |
| Mercedes-Benz | productieaantal: | 204.940                                                                      |                        |

| Porsche |                  | concern:               | onafhankelijk |
| Porsche | divisie:         |                        |               |
| Porsche | merk:            | Porsche West-Duitsland |               |
| Porsche | model:           | 911 Speedster          |               |
| Porsche | einde productie: | 1995                   |               |
| Porsche | productieaantal: | ?                      |               |

| Porsche |                  | concern:               | onafhankelijk |
| Porsche | divisie:         |                        |               |
| Porsche | merk:            | Porsche West-Duitsland |               |
| Porsche | model:           | 964 (911 Carrera 4)    |               |
| Porsche | einde productie: | 1992                   |               |
| Porsche | productieaantal: | ?                      |               |

| Laforza |                  | concern:                                                  | onafhankelijk |
| Laforza | divisie:         |                                                           |               |
| Laforza | merk:            | Laforza Italië                                            |               |
| Laforza | model:           | Laforza (Amerikaanse versie van de Rayton Fissore Magnum) |               |
| Laforza | einde productie: | 2003                                                      |               |
| Laforza | productieaantal: | ca. 1200                                                  |               |

| Reliant |                  | concern:                    | onafhankelijk |
| Reliant | divisie:         |                             |               |
| Reliant | merk:            | Reliant Verenigd Koninkrijk |               |
| Reliant | model:           | Robin                       |               |
| Reliant | einde productie: | 2001                        |               |
| Reliant | productieaantal: | ?                           |               |

| Renault |                  | concern:          | onafhankelijk |
| Renault | divisie:         |                   |               |
| Renault | merk:            | Renault Frankrijk |               |
| Renault | model:           | 19 Chamada 4d     |               |
| Renault | einde productie: | 1995              |               |
| Renault | productieaantal: | ?                 |               |

| Volkswagen |                  | concern:                  | onafhankelijk |
| Volkswagen | divisie:         |                           |               |
| Volkswagen | merk:            | Volkswagen West-Duitsland |               |
| Volkswagen | model:           | Corrado                   |               |
| Volkswagen | einde productie: | 1995                      |               |
| Volkswagen | productieaantal: | ?                         |               |

| Volvo |                  | concern:     | onafhankelijk |
| Volvo | divisie:         |              |               |
| Volvo | merk:            | Volvo Zweden |               |
| Volvo | model:           | 460          |               |
| Volvo | einde productie: | 1996         |               |
| Volvo | productieaantal: | ?            |               |